# 오미노 게누
오미노 게누(일본어: 近江毛野 근강모야[*], 생년 미상 ~ 530년)는 게이타이 천황때의 호족으로 일본서기에는 오미노게나노오미(일본어: 近江毛野臣 근강모야신[*])라고 기록 되어 있다. 가야 지역의 정세에 깊이 관여했던 인물로, 6세기 초반에 임나(任那) 지역에 파견되어 여러 가야 소국들과 신라, 백제 사이의 관계에 중대한 영향을 끼쳤다.

## 가문
근강(近江)씨는 가바네(姓)가 오미(臣, おみ)로 오미국(近江國)의 호족이자 다케우치노 스쿠네의 후손이으로 하다씨의 지파이다.

## 생애
오미노 게누의 생애는 《일본서기》를 참고한다.

### 이와이의 난과 임나 파견 좌절 (527년)
527년, 오미노 게누는 약 6만 명의 병력을 이끌고 임나에 파견되었다. 이때 일본서기에 따르면 그의 파견 동기는 신라에 의해 멸망당한 남가라(南加羅)와 탁기탄(㖨己呑)을 재건하고 임나에 합치려는 목적이었다. 하지만 쓰쿠시국의 국조인 이와이(磐井)가 신라와 내통해 이와이의 난을 일으켜 반란이 진압될때까지 발목이 잡혔다. 이와이는 신라로부터 뇌물을 받고 오미노 게누의 군대를 저지하는 데 동조하였는데, 이로 인해 오미노 게누는 중간 지점에서 멈출 수밖에 없었다.

### 안라국에 파견되다 (529년)
백제는 가라의 다사진(多沙津)을 일본과의 외교 루트로 삼고자 하여 대가야와 영토 분쟁이 발생하였다. 궁극적으로 다사진이 백제의 영토가 되고 일본도 이를 인정함에 따라 가라의 이뇌왕은 신라의 이찬 비조부의 딸과 혼인관계를 맺는다. 이때 비조부의 딸과 함께 100명의 시종이 왔는데, 이들이 신라 복식을 입은 것을 보고 분노한 아리사등(阿利斯等)이 분노하여 사자들을 돌려보낸다. 이에 신라는 혼인관계를 파기하고자 하고, 도가(刀伽), 고파(古跛), 포나모라(布那牟羅)의 세 성을 함락하는데 이때 탁기탄이 멸망한 것으로 본다.
529년, 오미노 게누는 남가라와 탁기탄을 재건하기 위해 안라(安羅)에 사신으로 파견되었다. 게누는 신라 및 백제의 왕들을 자신이 머물던 웅천(熊川)  혹은 구사모라(久斯牟羅)에 소환하고자 하였다. 이에 양국이 사신을 파견하였으나 게누는 왕이 직접 오지 않았다는 것에 크게 노하여 회의가 원활히 진행되지 못했다. 이후 임나 지역에서 벌어진 백제와, 이사부가 이끄는 신라군의 공격으로 오미노 게누는 상당한 어려움을 겪고 이사부가 회군할 때에 금관(金官), 배벌(背伐), 안다(安多), 위타(委陁)의 네 촌을 함락시켰다.

### 갈등과 최후 (530년)
이듬해에는 게누에 몸을 의탁했던 아리사등이 자신을 돌려보내지 않는 게누에 대항해 백제와 신라에 사신을 보내 지원군을 요청했다. 이들은 게누가 있떤 곳을 공격하였으나 점령하지 못하고, 돌아가며 등리지모라(騰利枳牟羅), 포나모라(布那牟羅), 모자지모라(牟雌枳牟羅), 아부라(阿夫羅), 구지파다지(久知波多枳) 다섯 성을 함락시켰다.
이러한 실정으로 말미암아 본국에서 두차례나 그를 소환했으나 한반 무시한 뒤 두 번째 소환에 응해 귀국도중에 쓰시마국(對馬國)에서 병이 들어 죽었다. 사후에 고향으로 운구되어 묻혔다.

## 같이 보기
- 금관가야
- 이사부
- 임나일본부설